# Bonnier Rights

Bonnier Rights är en litterär agentur som företräder många av Sveriges främsta författare inom skönlitteratur, facklitteratur och barnböcker som är utgivna på bland annat Albert Bonniers Förlag, Bokförlaget Forum, Bonnier Carlsen, Bonnier Fakta, Semic och Wahlström & Widstrand.

## Om agenturen
Bonnier Rights grundades 2003, under namnet Bonnier Group Agency. 2013 ändrades namnet till Bonnier Rights efter en större omorganisation inom Bonnierförlagen. Rättigheterna säljs både direkt till utländska förlag samt via underagenter i utvalda marknader.  

## Representation
Avdelningen för skön- och facklitteratur företräder även ett urval av författare utgivna på förlag som inte ingår i Bonnierförlagen.  

## Film- och TV rättigheter
Bonnier Rights för skön- och facklitteratur företräder även rättigheter för film, tv och drama till en rad produktionsbolag i USA, Storbritannien, Europa och Skandinavien. 